# Cymbidium purpuratum
Cymbidium purpuratum là một loài thực vật có hoa trong họ Lan. Loài này được L.J.Chen, L.Q.Li & Z.J.Liu mô tả khoa học đầu tiên năm 2007.